# Kanalpferd
Kanalpferde waren jene Arbeitspferde, die im 19. und teils bis Mitte des 20. Jahrhunderts zum Ziehen von Kanalbooten (Treideln) eingesetzt wurden. Die Kanalboote beförderten Frachtgut oder Personen. Einen einheitlichen Typ Kanalpferd gab es nicht. Zumeist waren es starke Pferde, leichte Zugpferde oder kleine Exemplare der schweren Kaltblutrassen. Aufgrund von Brücken oder Tunneln waren die Pferde nicht größer als 1,60 m. Bei ihrer Arbeit mussten die Pferde Zäune überwinden oder auf einfachen Buckelbrücken die Kanalseite wechseln. Die Durchschnittsgeschwindigkeit lag etwa bei 3,3 km pro Stunde. An der Themse zogen Mitte des 18. Jahrhunderts Gespanne von bis zu 14 Pferden Lastkähne von bis zu 200 t die Themse hoch.
Am Shropshire-Kanal und am Grand-Union-Kanal wurden im 19. Jahrhundert Schnelldienste eingerichtet. Sie transportierten Passagiere oder Frachtgut in kleinen Schiffen mit nur 46 cm Tiefgang. Diese wurden von zwei Pferden im leichten Galopp gezogen. Das hintere Pferd wurde dabei von einem Postillion geritten, der dabei das vordere Kanalpferd antreiben konnte. Dieser Schnelldienst erreichte eine Durchschnittsgeschwindigkeit von 16 bis 19 km/h. Die Pferde wurden dabei alle 5 bis 8 km ausgetauscht. Diese „Flugboote“ hatten Vorfahrt und besaßen am Bug Sensenmesser, die die Seile von Schleppkähnen, die nicht schnell genug Platz machen konnten, durchtrennten.
Bei zugefrorenen Kanälen zogen bis zu 20 Kanalpferde zumeist in Galopp breite Eisbrecher.
Im 20. Jahrhundert wurden die Pferde allmählich durch Verbrennungsmotoren ersetzt.